# Championnats du monde de patinage synchronisé 2018
Navigation
Championnats du monde 2017 Championnats du monde 2019
Les Championnats du monde de patinage synchronisé 2018 ont eu lieu le 6 et 7 Avril 2018 à Ericsson Globe à Stockholm en Suède.
C'est la première fois que la ville organise la ville organise les championnats du monde de patinage synchronisé. La suède avait déjà organisé les championnats du monde en 2005 et 2012 à Göteborg.

## Qualification
Les équipes sont éligibles à l'épreuve si elles représentent une nation membre de l'Union internationale de patinage (International Skating Union en anglais) et si les membres ont atteint l'âge de 15 ans avant le 1er juillet 2017. Les fédérations nationales sélectionnent leur équipe en fonction de leurs propres critères.

### Nombre d'inscription par pays
En fonction des résultats des championnats du monde 2017, l'Union internationale de patinage autorise chaque pays à inscrire une à deux équipes. À la suite des derniers championnats du monde, le Canada, la Finlande, la Suède, la Russie et les États-Unis ont eu le droit d'inscrire une seconde équipe.
| Nombres d'équipes | Pays |
| ----------------- | --- |
| 2                 | - Canada - États-Unis - Finlande - Suède - Russie |
| 1                 | - Allemagne - Australie - Autriche - Belgique - Croatie - Espagne - France - Grande-Bretagne - Hongrie - Italie - Japon - Lettonie - Pays-Bas - Tchéquie - Turquie |

## Palmarès

### Podium
| Épreuve                                  | Or                | Argent        | Bronze        |
| ---------------------------------------- | ----------------- | ------------- | ------------- |
| Patinage synchronisé résultats détaillés | Marigold IceUnity | Team Surprise | Team Paradise |

### Cinq meilleurs pays
Ces derniers auront la possibilités d'inscrire deux équipes aux championnats du monde 2019.
| Rang | Pays       | Or | Argent | Bronze | Classement Équipes |
| ---- | ---------- | -- | ------ | ------ | ------------------ |
| 1    | Finlande   | 1  | 0      | 0      | 1er, 4e            |
| 2    | Suède      | 0  | 1      | 0      | 2e,14e             |
| 3    | Russie     | 0  | 0      | 1      | 3e, 6e             |
| 4    | Canada     | 0  | 0      | 0      | 5e, 8e             |
| 5    | États-Unis | 0  | 0      | 0      | 7e,9e              |

## Résultats détaillés
| Rang | Nom                 | Pays        | Points | Programme court | Programme court | Programme libre | Programme libre |
| ---- | ------------------- | ----------- | ------ | --------------- | --------------- | --------------- | --------------- |
| 1    | Marigold IceUnity   | Finlande    | 209.02 | 3               | 72.61           | 1               | 136.41          |
| 2    | Team Surprise       | Finlande    | 207.99 | 2               | 72.83           | 2               | 135.16          |
| 3    | Team Paradise       | Russie      | 200.97 | 1               | 76.05           | 4               | 124.92          |
| 4    | Team Unique         | Finlande    | 196.37 | 5               | 71.20           | 3               | 125.17          |
| 5    | Les Suprêmes        | Canada      | 192.88 | 6               | 70.64           | 6               | 122.24          |
| 6    | Tatarstan           | Russie      | 192.46 | 8               | 68.32           | 5               | 124.14          |
| 7    | Haydenettes         | États-Unis  | 191.19 | 4               | 71.22           | 8               | 119.97          |
| 8    | Nexxice             | Canada      | 190.45 | 7               | 69.91           | 7               | 120.54          |
| 9    | Skyliner            | États-Unis  | 172.00 | 9               | 63.50           | 10              | 108.50          |
| 10   | Berlin 1            | Allemagne   | 168.99 | 10              | 58.23           | 9               | 110.76          |
| 11   | Hot Shivers         | Italie      | 141.07 | 11              | 50.76           | 12              | 90.31           |
| 12   | Les Zoulous         | France      | 138.32 | 12              | 49.40           | 14              | 88.92           |
| 13   | Jingu Ice Messenger | Japon       | 136.34 | 13              | 46.09           | 13              | 90.25           |
| 14   | Boomerang           | Suède       | 135.00 | 14              | 42.67           | 11              | 92.33           |
| 15   | Passion             | Hongrie     | 125.88 | 15              | 40.89           | 15              | 84.99           |
| 16   | Olympia             | Tchéquie    | 112.11 | 18              | 33.78           | 16              | 78.33           |
| 17   | Phoenix             | Belgique    | 104.20 | 16              | 34.81           | 17              | 69.39           |
| 18   | Zagreb Snowflakes   | Croatie     | 100.89 | 19              | 32.66           | 18              | 68.23           |
| 19   | Illumination        | Pays-Bas    | 96.10  | 20              | 29.87           | 20              | 66.23           |
| 20   | Fusion              | Espagne     | 94.22  | 17              | 34.43           | 22              | 59.79           |
| 21   | Unity               | Australie   | 93.84  | 22              | 26.97           | 19              | 66.87           |
| 22   | Viola               | Royaume-Uni | 92.11  | 21              | 27.41           | 21              | 64.70           |
| 23   | Amber               | Lettonie    | 78.31  | 23              | 24.99           | 23              | 53.32           |
| 24   | Sweet Mozart        | Autriche    | 72.90  | 25              | 21.23           | 24              | 51.67           |
| 25   | Visyon              | Turquie     | 70.09  | 24              | 21.55           | 25              | 48.54           |